# Stadt- und Kreisgericht Danzig
Das Stadt- und Kreisgericht Danzig war ein preußisches Kreisgericht in der damaligen Provinz Preußen mit Sitz in der Stadt Danzig.

## Geschichte
In Bezirk des Stadt- und Kreisgerichts Danzig bestanden bis 1849 das königliche Land- und Stadtgericht Danzig sowie viele Patrimonialgerichte.
1849 wurden in Preußen einheitlich Kreisgerichte geschaffen. Dort wo sie einen Stadtkreis und einen Landkreis umfassten, wie hier, trugen diese Kreisgerichte den Namen Stadt- und Kreisgericht. Hierbei wurde die Patrimonialgerichtsbarkeit abgeschafft und die Patrimonialgerichte wurden aufgehoben. Auch die eingangs genannten Gerichte wurden aufgehoben und es entstand das Königliche Stadt- und Kreisgericht Danzig im Sprengel des Appellationsgerichts Marienwerder. Es war für den Landkreis Danzig sowie den Stadtkreis Danzig zuständig.
Schwurgerichtssachen wurden auch für die Kreisgerichte Carthaus und Neustadt am Stadt- und Kreisgericht Danzig verhandelt. Am Gericht waren 1870 ein Präsident, ein Direktor, dreizehn Räte und fünf Kreisrichter eingesetzt. 1870 betrug die Zahl der Gerichtseingesessenen 164.230. Gerichtstage wurden in Herzberg, Sobbowitz und Stutthof gehalten.
Im Rahmen der Reichsjustizgesetze wurde das Gerichtswesen in Deutschland 1879 vereinheitlicht. Damit wurde das Kreisgericht Stadt- und Kreisgericht Danzig aufgehoben und das königlich preußische Amtsgericht Danzig mit Wirkung zum 1. Oktober 1879 als eines von neun Amtsgerichten im Bezirk des Landgerichtes Danzig als Nachfolger gebildet.

## Richter
- August Ukert (von 1854 bis 1869 Direktor)
- Carl Moritz Wolff (von 1850 bis 1868 Rat)
- Richard Koch (von 1862 bis 1865 Richter)